# 愛☆溢れて! 〜Full Of Lovable People〜
『愛☆溢れて! 〜Full Of Lovable People〜』（あい☆あふれて フル・オブ・ラヴァブル・ピープル）は、山下久美子のベスト・アルバムで、2020年10月21日にテイチクエンタテインメント / コンチネンタル・スターから発売された。

## 概要
デビュー40周年記念アルバムとして発売されたベスト・アルバムで、2016年に発売された『山下久美子 オール・タイム・ベスト Din-Don-Dan』以来約4年ぶりとなる新譜のリリースとなった。
Disc-1『40th Anniversary Best 愛☆溢れて!』には、1990年代に在籍した東芝EMI時代の楽曲と、新曲1曲を収録されている。1990年代の楽曲の多くは、元夫である布袋寅泰が手がけている。離婚後も布袋が手がけている作品を歌い続けており、読売新聞オンラインの取材にて山下は「ライブで最近よく歌い、いい曲がいっぱいあると改めて思った。歌は歌。思い出に浸っていたら歌えない」と語っている。
シングルA面曲は、配信限定シングル「Morning Star」を除くと、1993年にリリースされた「ごめんね太陽」と、1997年にリリースされた「ベジタリアン」の2曲しかなく収録曲の多くは、カップリング曲とオリジナルアルバムに収録されている楽曲が中心となっている。これについて山下は「ベストアルバムっていい曲を選ぶでしょ?そうすると必然的に好きな曲になって。改めて一曲一曲の良さみたいなものを自分なりに感じたというか、“この曲もいい曲だなぁ”とか。もちろん全部がいい曲だと思ってるんですけれど、そういう流れもあったので、選びやすかったですよね」とOKMusicのインタビューで答えている。
Disc-2『Love You Live☆“Sweet Rockin' Best of Live 2018”』には、2019年6月29日にMt.RAINIER HALL SHIBUYA PLEASURE PLEASUREに行われたライヴ『山下久美子 Sweet Rockin' Best of Live 2018』の模様を収録した音源を収録されている。2018年1月7日に配信限定のライヴアルバム『Love♥You Live☆“Sweet Rockin' Best of Live 2018”』にも収録されているが、CDの収録時間の都合上を理由に3曲カットしている。
Disc-3には、1984年に発売された映像作品『黄金伝説』が収録されており、リリースから37年を経て初のDVD化となった。
このアルバムと同時に、1980年代後半にリリースされた『ロックンロール3部作』である『1986』、『POP』、『Baby alone』をはじめ、ライヴ・アルバム『ACT RESS』と『stop stop rock'n'roll』が再発売された。

## 収録曲

### Disc-1『40th Anniversary Best 愛☆溢れて!』
| #         | タイトル                                | 作詞                 | 作曲         | 編曲                 | 時間  |
| --------- | --------------------------------------- | -------------------- | ------------ | -------------------- | ----- |
| 1.        | 「スゥイート・ガールズ・パレード」      | 森雪之丞             | 布袋寅泰     | 布袋寅泰, Simon Hale | 4:49  |
| 2.        | 「情熱」                                | 山下久美子           | 布袋寅泰     | Simon Hale           | 4:04  |
| 3.        | 「鼓動〜HEART BEAT (Remix)」            | 布袋寅泰             | 布袋寅泰     | Simon Hale           | 4:32  |
| 4.        | 「あなたが、いた夏」                    | 山下久美子           | 布袋寅泰     | 布袋寅泰・門倉聡     | 4:10  |
| 5.        | 「愛すればこそ」                        | 山下久美子           | 布袋寅泰     | 布袋寅泰・門倉聡     | 5:14  |
| 6.        | 「ベジタリアン」                        | 戸沢暢美             | 亀井登志夫   | Simon Hale           | 4:54  |
| 7.        | 「愛してたなんていまさら (new re-mix)」 | 布袋寅泰             | 布袋寅泰     | 布袋寅泰             | 4:57  |
| 8.        | 「ごめんね太陽」                        | 森雪之丞             | 布袋寅泰     | 布袋寅泰             | 3:57  |
| 9.        | 「リアルな夢?」                         | 山下久美子           | 布袋寅泰     | Simon Hale           | 6:05  |
| 10.       | 「最後の初恋」                          | 湯川れい子           | 筒美京平     | 佐橋佳幸             | 3:20  |
| 11.       | 「秘密」                                | 森雪之丞・山下久美子 | 布袋寅泰     | 布袋寅泰             | 5:36  |
| 12.       | 「あの桜の木の下で永遠に」              | 山下久美子           | 井上ヨシマサ | 島田昌典             | 5:02  |
| 13.       | 「FOUR SEASONS (U.K. orchestration)」   | 布袋寅泰             | 布袋寅泰     |                      | 5:41  |
| 14.       | 「SING A SONG」                         | 布袋寅泰             | 布袋寅泰     | 布袋寅泰             | 5:48  |
| 15.       | 「Morning Star」(Bonus Track)           | 亀井知永子           | 亀井登志夫   | 亀井登志夫・扇谷研人 | 4:18  |
| 合計時間: | 合計時間:                               | 合計時間:            | 合計時間:    | 合計時間:            | 72:27 |

### Disc-2『Love You Live☆“Sweet Rockin' Best of Live 2018”』
| #         | タイトル                          | 作詞       | 作曲           | 時間  |
| --------- | --------------------------------- | ---------- | -------------- | ----- |
| 1.        | 「バスルームから愛をこめて」      | 康珍化     | 亀井登志夫     | 6:02  |
| 2.        | 「LOVERステッカー」               | 銀色夏生   | 亀井登志夫     | 4:23  |
| 3.        | 「スープ」                        | 竹花いち子 | 筒美京平       | 4:15  |
| 4.        | 「ベジタリアン」                  | 戸沢暢美   | 亀井登志夫     | 4:37  |
| 5.        | 「宝石」                          | 森雪之丞   | 布袋寅泰       | 6:22  |
| 6.        | 「いっぱいキスしよう」            | 康珍化     | 布袋寅泰       | 5:55  |
| 7.        | 「シャンプー」                    | 康珍化     | 山下達郎       | 4:04  |
| 8.        | 「LOVER MAN」                     | 康珍化     | 大沢誉志幸     | 4:38  |
| 9.        | 「時代遅れの恋心」                | 下田逸郎   | 大沢誉志幸     | 5:22  |
| 10.       | 「こっちをお向きよソフィア」      | 康珍化     | 大沢誉志幸     | 4:34  |
| 11.       | 「ちょいまちBaby なごりのキスが」 | 銀色夏生   | 大沢誉志幸     | 4:28  |
| 12.       | 「Stop Stop Rock'n' Roll」        | 山下久美子 | 布袋寅泰       | 5:34  |
| 13.       | 「赤道小町ドキッ」                | 松本隆     | 細野晴臣       | 3:39  |
| 14.       | 「Din-Don-Dan ホラ胸が鳴る」      | 森雪之丞   | 大澤誉志幸     | 4:50  |
| 15.       | 「LOVIN' YOU」                    | 三浦徳子   | Hugh McCracken | 5:33  |
| 16.       | 「秋ラメきれないNight Movie」     | 康珍化     | 筒美京平       | 2:26  |
| 合計時間: | 合計時間:                         | 合計時間:  | 合計時間:      | 76:42 |

### Disc-3『黄金伝説』
| 全編曲: 後藤次利。 |                                |                      |            |
| #                  | タイトル                       | 作詞                 | 作曲       |
| 1.                 | 「INTRODUCTION」               |                      |            |
| 2.                 | 「5・6・7・8 DANCE!」          | 麻生圭子             | NOBODY     |
| 3.                 | 「NEW YEAR'S EVE」             | 麻生圭子             | 大沢誉志幸 |
| 4.                 | 「DOWNTOWN SUNDOWN」           | 神沢礼江             | 後藤次利   |
| 5.                 | 「モーニング・ベルならしてよ」 | 銀色夏生             | 藤木俊平   |
| 6.                 | 「SEEK」                       | 松尾由紀夫           | 後藤次利   |
| 7.                 | 「GIMME LOVE」                 | Kumiko               | NOBODY     |
| 8.                 | 「そばにいたいよ」             | 銀色夏生             | 原田真二   |
| 9.                 | 「アニマ・アニムス」           | 銀色夏生・大沢誉志幸 | 大沢誉志幸 |
| 10.                | 「誰かがわたしを呼んでいる」   | 神沢礼江             | 後藤次利   |
| 11.                | 「HELLO! ストレンジャー」      | Kumiko               | 岡本朗     |
| 12.                | 「アニマ・アニムス」           | 銀色夏生・大沢誉志幸 | 大沢誉志幸 |

## 楽曲解説

### Disc-1『40th Anniversary Best 愛☆溢れて!』
1. スゥイート・ガールズ・パレード
  - 29thシングル「永遠の夏」のカップリング曲。
  - トヨタ スターレット CMソング
2. 情熱
  - 28thシングル「DRIVE ME CRAZY」のカップリング曲。
3. 鼓動〜HEART BEAT (Remix)
  - 27thシングル「宝石」のカップリング曲。
  - 16thスタジオ・アルバム『LOVE and HATE』に収録されているヴァージョンを収録している。
4. あなたが、いた夏
  - 22ndシングル「!BYE BYE」のカップリング曲。
5. 愛すればこそ
  - 14thスタジオ・アルバム『Sleeping Gypsy』収録曲。
6. ベジタリアン
  - 33rdシングル。
7. 愛してたなんていまさら (new re-mix)
  - 24thシングル「いっぱいキスしよう」のカップリング曲。
  - 15thスタジオ・アルバム『CENTURY LOVERS』に収録されているヴァージョンを収録している。
8. ごめんね太陽
  - 25thシングル。
  - フジテレビ系『なるほど!ザ・ワールド』エンディングテーマ
9. リアルな夢?
  - 16thスタジオ・アルバム『LOVE and HATE』収録曲。
10. 最後の初恋
  - 32ndシングル「TOKYO FANTASIA」のカップリング曲。
11. 秘密
  - 30thシングル「Close your eyes」のカップリング曲。
12. あの桜の木の下で永遠に
  - 1stミニ・アルバム『壁のない世界』収録曲。
13. FOUR SEASONS (U.K. orchestration)
  - 34thシングル。
  - 18thスタジオ・アルバム『SMILE』に収録されているヴァージョンを収録している。
14. SING A SONG
  - 34thシングル「FOUR SEASONS」のカップリング曲。
15. Morning Star (Bonus Track)
  - 新曲。アルバムの発売と同時に、配信限定シングルとしてシングルカットされた。
  - 作詞は、亀井登志夫の妻で、2018年に他界した亀井知永子が手がけた[5]。
  - この楽曲に関して、山下は「今日まで、たくさん愛していただいた方へ愛の恩返し」と語っている[10]。

### Disc-2『Love You Live☆“Sweet Rockin' Best of Live 2018”』
1. バスルームから愛をこめて
  - 1stシングル。
2. LOVERステッカー
  - 6thスタジオ・アルバム『Sophia』収録曲。
3. スープ
  - 31stシングル「手のひらの星屑」のカップリング曲。
4. ベジタリアン
  - 33rdシングル。
5. 宝石
  - 27thシングル。
6. いっぱいキスしよう
  - 24thシングル。
7. シャンプー
  - 3rdスタジオ・アルバム『雨の日は家にいて』収録曲。
  - アン・ルイスが1979年に発売されたアルバム『PINK PUSSYCAT』に収録されている楽曲のカバー。
8. LOVER MAN
  - 4thスタジオ・アルバム『抱きしめてオンリィ・ユー』収録曲。
9. 時代遅れの恋心
  - 4thスタジオ・アルバム『抱きしめてオンリィ・ユー』収録曲。
10. こっちをお向きよソフィア
  - 8thシングル。
11. ちょいまちBaby なごりのキスが
  - 6thスタジオ・アルバム『Sophia』収録曲。
12. Stop Stop Rock'n' Roll
  - 20thシングル「微笑みのその前で」のカップリング曲。
13. 赤道小町ドキッ
  - 6thシングル。
14. Din-Don-Dan ホラ胸が鳴る
  - ベスト・アルバム『山下久美子 オール・タイム・ベスト Din-Don-Dan』収録曲。
15. LOVIN' YOU
  - 9thシングル。
16. 秋ラメきれないNight Movie
  - 8thシングル「こっちをお向きよソフィア」のカップリング曲。

### Disc-3『黄金伝説』
1. INTRODUCTION
2. 5・6・7・8 DANCE!
  - 7thスタジオ・アルバム『アニマ・アニムス』収録曲。
3. NEW YEAR'S EVE
  - 7thスタジオ・アルバム『アニマ・アニムス』収録曲。
4. DOWNTOWN SUNDOWN
  - 10thシングル「モーニング・ベルならしてよ」のカップリング曲。
5. モーニング・ベルならしてよ
  - 10thシングル。
6. SEEK
  - 7thスタジオ・アルバム『アニマ・アニムス』収録曲。
7. GIMME LOVE
  - 7thスタジオ・アルバム『アニマ・アニムス』収録曲。
8. そばにいたいよ
  - 7thスタジオ・アルバム『アニマ・アニムス』収録曲。
9. アニマ・アニムス
  - 7thスタジオ・アルバム『アニマ・アニムス』収録曲。
10. 誰かがわたしを呼んでいる
  - 7thスタジオ・アルバム『アニマ・アニムス』収録曲。
11. HELLO! ストレンジャー
  - 7thスタジオ・アルバム『アニマ・アニムス』収録曲。
12. アニマ・アニムス
  - 7thスタジオ・アルバム『アニマ・アニムス』収録曲。

## 参加ミュージシャン
| Morning Star - Keyboards & Programming：扇谷研人 - Guitars：伊藤ハルトシ - Chorus：亀井登志夫・花れん | - Vocal：山下久美子 with Band - Drums：椎野恭一 - Bass：千ヶ崎学 - Keyboards：福原まり - Keyboard, Trombone, Accordion：伊藤隆博 - Guitars：後藤秀人, 奥田健介 (NONA REEVES) |